# جاده شماره یک
جاده شماره یک (کره‌ای: 로드 넘버원; لاتین‌نویسی اصلاح‌شده: Rodeu Neombeowon) یک مجموعهٔ تلویزیونی کره جنوبی سال ۲۰۱۰ با بازی سو جی سوب، کیم ها-نول و یون کیون-سانگ است. عنوان این مجموعه، جاده شماره یک، به جاده‌ای اشاره دارد که سئول را به پیونگ‌یانگ متصل می‌کند. این مجموعه از ۲۳ ژوئیه تا ۲۶ اوت ۲۰۱۰، روزهای چهارشنبه و پنجشنبه ساعت ۲۱:۵۵ (کی‌اس‌تی) از ام‌بی‌سی برای ۲۰ قسمت پخش شد.

## بازیگران
- سو جی سوب در نقش لی جانگ وو[۶]
- کیم ها-نول در نقش کیم سو یون[۷][۸]
- یون کیون-سانگ در نقش شین ته هو